# Lauragais
El Lauragais en francés, Lauragués en occitano, es una región natural del suroeste de Francia, que comprende desde la zona Este de Toulouse hasta Fanjeaux pasando por Castelnaudary, alrededor del Canal du Midi, abarcando cuatro departamentos: Ariège, Aude, Haute-Garonne y el Tarn. 
Es una llanura extensa situada entre el macizo montañoso de La Piège y la Montaña Negra. Se estrecha en la parte occidental del Aude, considerado el punto de división de las aguas del Mar Mediterráneo y las del Océano Atlántico: el límite de Naurouze a 194 m.

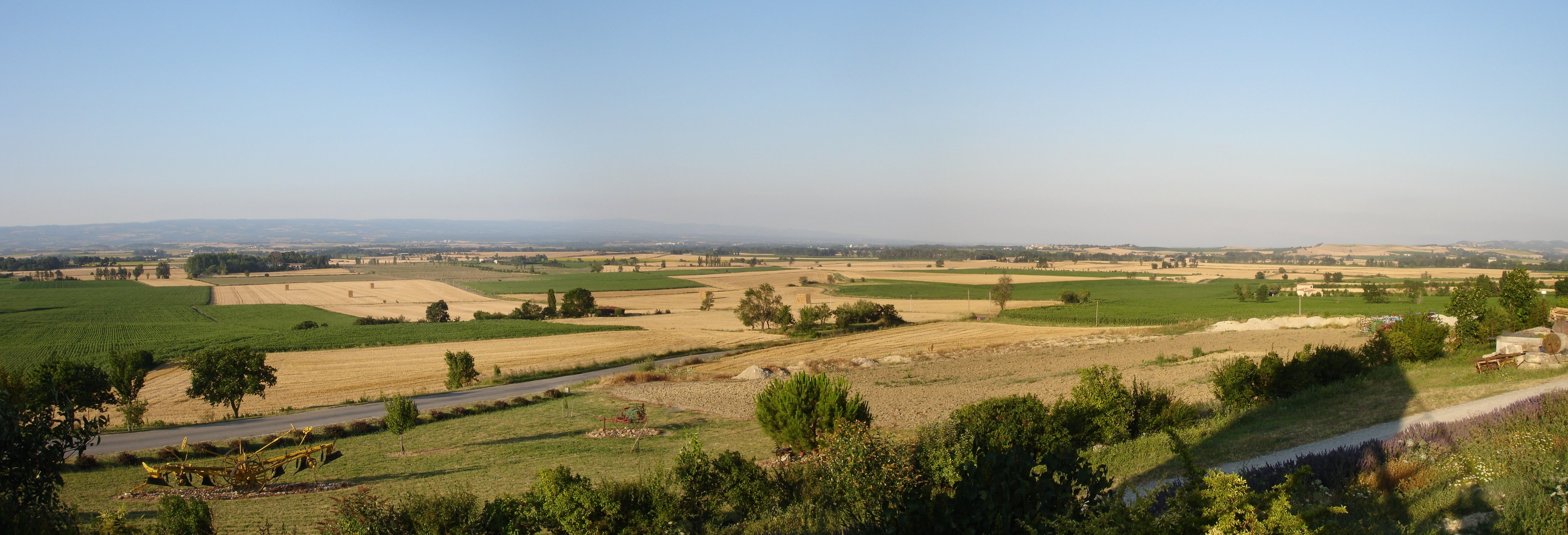
Panorama de la llanura de Lauragais

## Historia
El nombre Lauragais deriva del Castillo de Laurac, situado cerca de Castelnaudary y Bram. Fue citado por primera vez en 1070. Después de la cruzada contra los Albigenses, en 1271, la región pasa a ser feudo real francés. 
Las reformas administrativas y judiciales de la Revolución francesa lo dividen en dos distritos, el de Castelnaudary y el de Villefranche-de-Lauragais.
El Lauragais, especialmente la región de Castelnaudary, conoció dos grandes períodos de prosperidad. El primero vinculado a la cultura de la tintura (principalmente con Isatis tinctoria) y de sus grandes plantaciones se produjeron exportaciones que se extendieron desde Toulouse a toda Europa; fue en esa época que a este territorio se le llamó informalmente "País de Cucaña" debido a que las tínturas y los "pasteles" de las mismas eran conocidas en occitano con el nombre de cocanhes. 
El segundo período de gran crecimiento económico data del siglo XVIII, ligado al cultivo del maíz, importado de América. Este nuevo cereal permite alimentar a la población y se inicia un periodo de exportaciones, mediante el Canal du Midi (1666-1681), hacia las regiones mediterráneas deficitarias. Estas exportaciones enriquecen a los latifundistas y a los comerciantes de la ciudad de Castelnaudary especialmente. El enriquecimiento de la región alcanza su apogeo durante el Primer Imperio. Posteriormente, debido a la disminución del precio del trigo, empieza la decadencia. La región no se recupera, mediante otras combinaciones de cultivos más dinámicos hasta después la Segunda Guerra Mundial.